# RDX
Hexogen (còn được gọi là RDX, cyclotrimethylenetrinitramine, cyclonite, T4) là một loại thuốc nổ được sử dụng rộng rãi trong quân sự và ngành công nghiệp ứng dụng. Các tên gọi khác của nó là cyclotrimethylene-trinitramine and cyclotrimethylene trinitramine.
Ở dạng tinh khiết, RDX có dạng tinh thể rắn, màu trắng. Nó tương đối nhạy nổ, thường được sử dụng ở dạng hỗn hợp với các loại thuốc nổ khác có độ nhạy nổ kém hơn, hoặc với các chất phụ gia làm giảm độ nhạy nổ để nhồi vào trong các loại bom, đạn, mìn, tên lửa, rốc két. Nó ổn định trong tích trữ và được xem là một trong những chất nổ mạnh nhất trong những loại thuốc nổ quân sự.
RDX là thành phần cơ bản trong rất nhiều loại thuốc nổ quân sự: composition A (hỗn hợp của RDX và xáp làm dẻo), composition A5, composition B (RDX+ TNT), composition C (hỗn hợp RDX, chất nổ khác, chất làm dẻo), composition D, HBX (hỗn hợp RDX, TNT, bột nhôm, xáp), H-6, cyclotol và thuốc nổ dẻo C4 (hay còn có tên M112).
RDX cũng được sử dụng như là thành phần chính trong nhiều loại thuốc nổ để kích nổ cho vũ khí hạt nhân.

## Đặc tính
Tốc độ nổ của RDX ở mật độ 1.76 grams/cm³ là 8.750 m/s.
Nó là chất rắn màu trắng, ở mật độ lớn nhất theo lý thuyết 1.82 g/cm³. Nó được tạo thành nhờ phản ứng cô đặc axit nitric với hexamine.
C6H12N4 + 10 HNO3 → C3H6N6O6 + 3 CH2(NO2)2 + NH4NO3 + 3 H2O
Nó là một mạch vòng, bắt đầu bị phân hủy ở khoảng 170 °C và nóng chảy ở 204 °C. công thức phân tử của nó là: hexahydro-1,3,5-trinitro-1,3,5-triazine hay (CH2-N-NO2)3.

## Lịch sử
Việc phát minh ra RDX được xác định từ khoảng những năm 1890, khi một người Đức tên là Hans Henning cung cấp nó như một loại thuốc y khoa. Đặc tính nổ của nó không được khám phá đến tận năm 1920. Vào những năm 1920, RDX đã được sản xuất bằng cách nitro hóa của hexamin.
RDX được sử dụng ở cả hai phe trong Chiến tranh thế giới thứ hai. Ở Vương quốc Anh RDX đã được sản xuất tại một nhà máy ở RGPF Waltham Abbey năm 1938 và tại một phòng nghiên cứu trong Xưởng chế tạo vũ khí và đạn dược Hoàng gia, Woolwich.
Có rất nhiều cách giải thích về tên gọi RDX theo các cách khác nhau (ví dụ Royal Demolition eXplosive: viết tắt là RDX). Ấn phẩm đầu tiên giới thiệu ở Anhdcos tên gọi RDX là tên gọi chính thức xuất hiện vào những năm 1948.